# Ragnarök

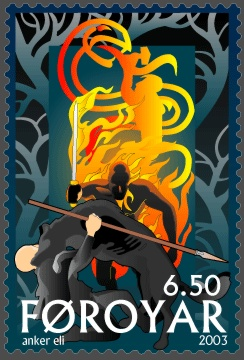
Odin halála a feröeri posta bélyegén

A Ragnarök (vagy Ragnarøkkr, Ragnarøk, Ragnarok) („az istenek alkonya”) a skandináv mitológiában a kozmikus ciklust lezáró (és egyúttal az újabbik kezdetét jelentő) csata, amelyet az Odin vezette istenek és a Lokit is soraiban tudó óriások vívnak majd meg. Ebben az összecsapásban nem csak a benne részt vevő istenek, óriások és teremtmények többsége hal meg, hanem a világon majdnem minden elpusztul.
A harcra épülő viking társadalomban a legnagyobb dicsőség, amit ember elérhet, ha harcban esik el. Aki ágyban hal meg, Hélben folytatja életét, aki azonban harcban, becsülettel, az a Valhallában kap helyet. Ez alapozza meg az istenek iránti tiszteletet, akik maguk is harcban halnak majd meg, amikor elérkezik a Ragnarök. Hogy pontosan mi fog történni, ki kivel küzd meg, és kire milyen sors vár, a skandinávok számára jól ismert a sagákból és a szkáldikus költészetből. A Völuspá – a völva jövendölése, az 1000 körül keletkezett Edda-versek első része – átíveli a régi istenek egész történetét a kezdetektől a Ragnarök idejéig, 65 versszakban. A Prózai Edda, amelyet Snorri Sturluson foglalt írásba mintegy két évszázaddal később, részletesen leírja, hogy mi történik a csata előtt, alatt és után.

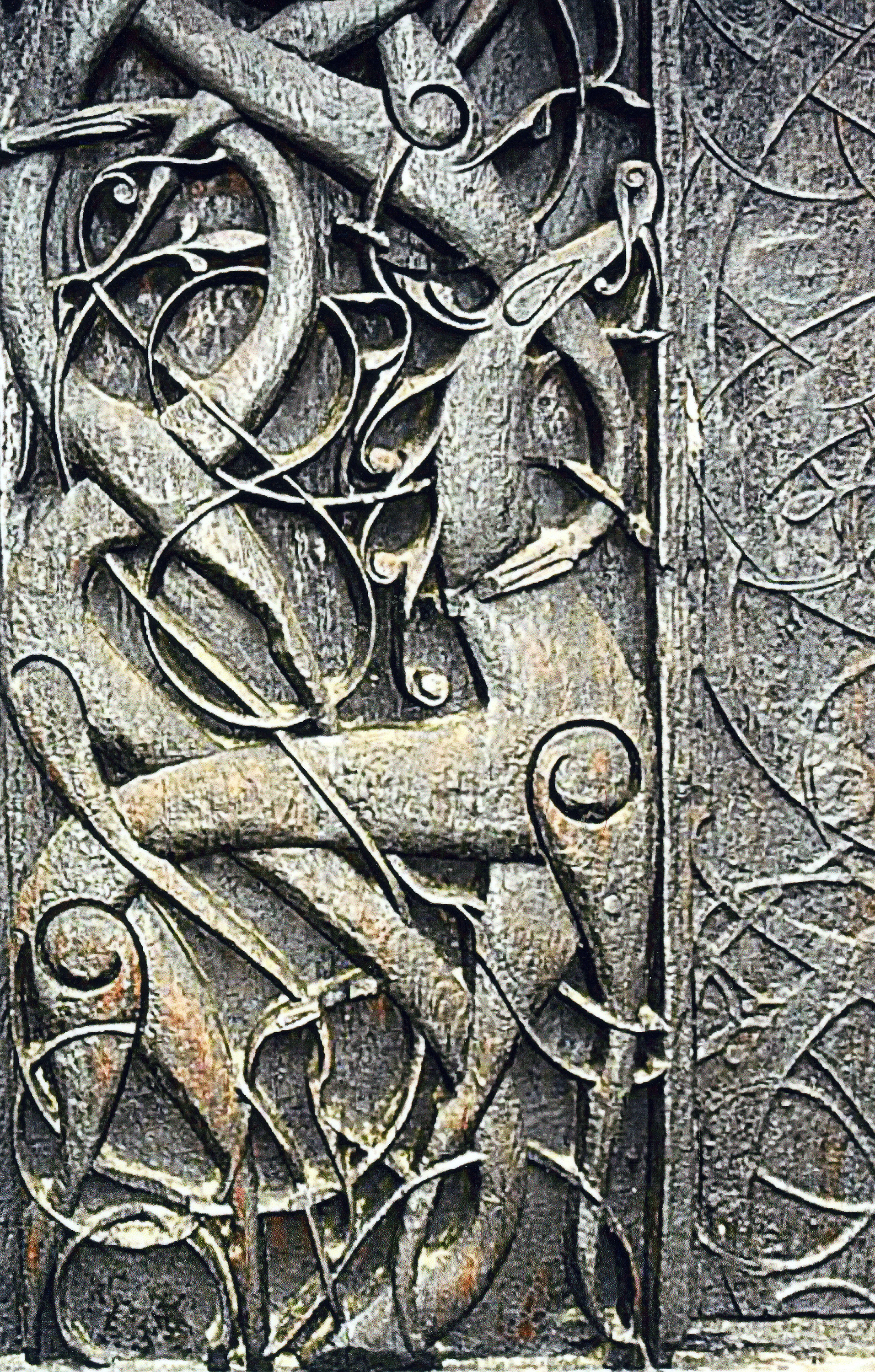
Az urnesi templom északi kapuja (11. század). „Az összefonódó kígyók és sárkányok a világ végét jelképezik, ahogyan a Ragnarök északi legendában áll.”

A Ragnarök szó óészaki nyelven van, elemei a ragna, ami a regin ('istenek' vagy 'uralkodó hatalmak') részes esetű többes száma ('istenekéi'), és a rök, ami sorsot jelent. Előfordul Ragnarøkkr, Ragnarøk és Ragnarok alakban is (utóbbi a modern dán és norvég változat).

## Kronológiája

### Előhang
A főbb események, amik a Ragnarök közeledtét jelzik:
1. Loki és Angrboda három gyermekének (Jörmungandr, Fenrir és Hél) születése és az istenek kísérletei bezárásukra;
2. Baldr halála és Loki megkötözése;
3. A Nagy Tél (Fimbulvetr) eljötte.

### Előjelek
A Ragnarököt a telek tele, a Fimbulvetr előzi meg: három tél követi egymást úgy, hogy nincs köztük nyár. Ennek eredményeként elterjed a viszály, gyakoriak az összetűzések és minden erkölcs a semmibe vész. Sköll, a farkas és fivére, Hati hosszú üldözés után végül elnyelik Sól istennőt, a Napot, és fivérét, Mánit, a Holdat. A csillagok eltűnnek az égről, a Földre sötétség borul. Megremeg a föld, olyan hevesen, hogy a fák gyökerestől kifordulnak, a hegyek leomlanak és minden lánc elpattan. Loki, a bajkeverés istene és vad fia, Fenrir kiszabadulnak. Ennek a vérszomjas farkasnak olyan hatalmasra nyílik a szája, hogy alsó állkapcsa a földet éri, a felső az eget, és még ennél is jobban kitátaná, ha lehetne. Szemében lángok táncolnak, orrlyukából lángok csapnak elő.

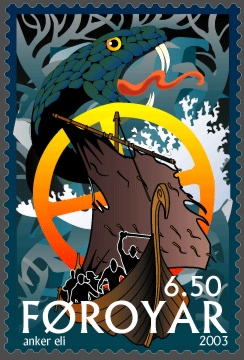
Feröeri bélyeg a Ragnarök kezdetének ábrázolásával

### A csata
Ezen előjelekre és Heimdall kürtszavára Odin tanácskozásra ül Mimír fejével. Megremeg a Yggdraszill (világfa) és Szúrt (Surt) a lángóriás megindul az istenek ellen. Az elszabadult Loki velük tart mint a Muszpel nép hajójának kormányosa. Megjelenik a körömhajó, ami halottak levágott körmeiből készült, kormányosa Hrym. A Világkígyó Jörmungandr hányni-vetni kezdi magát a tenger mélyén ezzel hatalmas árvízeket korbácsolva, majd végül feljön a tengerből, hogy megküzdjön Thorral. Szúrt felégeti a világot, majd amikor szörny-seregével átkelnek a Bifrösztön, a szívárványhíd összeomlik. Odin kivágtat a Vallhallából, utána pedig a hősök ömlenek ki a csarnok 540 kapuján át, mindegyik kapun egyenként 800 hős vonul ki. Odin feladata, hogy megküzdjön Fenrirrel az óriásfarkassal, Loki szörny gyermekével. A farkas elnyeli Odint, akit szeretett felesége Frigg megsirat. Loki legyőzése Heimdall a világok őre jussa. Thor megküzd Jörmungandrral az óriáskígyóval akit agyonver kalapácsával, de a világkígyó nyálában lévő méregtől kilenc lépés után holtan esik össze. Jötunheim (Óriáslak) lakosai, a fagyóriások is megérkeznek és Asgard ellen harcolnak, az utolsó pillanatig rengeteg einherjart (elesett hősök akik a Vallhallába jutottak) ölve meg. Apja, Odin halálát megbosszulni Víðar érkezik, aki puszta kézzel öli meg a farkast egy saru segítségével, amit bőrszandálok levágott sarkaiból foltoztak. Ezzel lép Fenrir alsó állkapcsára és így szétfeszíti a farkas száját. Eltűnik a nap, a hold és a csillagok. A világ sötétségbe borul, tűzvész perzsel fel mindent és a világkígyó halála miatt tengerrengések pusztítanak.

## Új világ
A csata után béke lesz, egyfajta halotti csend. Föld emelkedik a tengerből és lassan megszületik egy új világ. Előbújnak a világfa ágai közt elbújt emberek, az utolsó és első emberpár, Líf (élet) és Líftraszír (Életvágy), hogy újra benépesítsék a földet. A Ragnarököt túlélt ász istenek összeülnek az Ið-mezején megemlékezni a csatáról és a múltról, az öregisten rúnáiról.
Visszatér Baldur és felépitik
Hroft csarnokát (Esküisten azaz Odin) a győztes istenek emlékére. Felépítik még a nagy aranycsarnokot, ami jobban csillog a napnál, a neve Gimlé. Ezen a tűztől, Surt lángjaitól is védett helyen élhetnek majd az arra érdemesek az örökkévalóig. A nagy csatára már csak Níðhögg emlékszik, a világfa gyökereinél élő sárkánykígyó, aki még most is a halottakat szállitja Hélhez az alvilágba.

## A Ragnarök a modern kultúrában
- Az izlandi központú CCP Games fejlesztőcég Eve Online című MMORPG-jében az egyik nagy játszható „faj” legnagyobb méretű, Titan osztályú hajóját nevezik Ragnaroknak.[2] A játékban az említett faj legtöbb űrhajója a skandináv mitológia egy-egy alakja után kapta a nevét (pl. Huginn,[3] Loki,[4] Freki[5]).
- A feröeri Týr együttes harmadik albuma a Ragnarok címet viseli.
- A Valhalla együttes Mi újra itt vagyunk! című albuma második számának ez a címe.
- A Galar együttesnek is van Ragnarok című száma.
- A Ragnarok Online (a logón Ragnarökként írták) egy dél-koreai MMORPG, aminek kitalált mondavilága sokat merít a skandináv mítoszokból, ám az a távolkeleti ízlés szerint módosult, koreai, japán és kínai motívumokat tartalmaz.
- A Max Payne számítógépes játékban (illetve filmben) egy lepukkant szórakozóhelyet hívtak Ragna Rocknak, ahol Jack Lupino őrült sátánista ceremóniáit tartotta.
- A japán Sidzsó Szajkjú no Desi Kenicsi című animében a Ragnarok banda a főszereplő (Kenicsi) ellenfeleként szerepel.
- Egy másik animében – Soul Eater – Chrona fegyverének, a Démon Kardnak a neve szintén Ragnarok.
- A Final Fantasy című játéksorozatban is helyet kapott a Ragnarok elnevezés. A 6. részben egy kardként materializálódott Esper (egyfajta természetfölötti lény), a 7. és 9. részben egy kard, míg a 8. részben egy repülő alkalmatosság (űrhajó).
- A Kingdom Hearts című játéksorozat első részében, majd a második rész csak Japánban kiadott verziójában egy támadást neveztek el Ragnaroknak.
- A Brymir, folkmetalt játszó zenekar egyik számának Ragnarök a címe.
- A World of Warcraft amerikai MMORPG történetében Ragnaros a neve minden tüzek urának, aki többek közt azzal a céllal tért vissza Azerothra, hogy lángba borítsa Nordrassilt, a Mennyek Koronáját (ami pedig Yggdrasilra, a Világfára vezethető vissza, szintén a skandináv mitológiából)
- Az Amon Amarth – Twilight of the Thunder God c. száma a Ragnarök történéseit írja le.
- A League of Legends játékban Olaf, egy viking karakter legerősebb képességét Ragnaroknak hívják.
- A Marvel Studios 2017-ben mutatta be a Thor című filmjének harmadik részét, melynek címe Thor: Ragnarök.
- A Fantasy Flight Games szerepjáték-kiadó 2015-ös játékában, a The End of the World: Wrath of the Gods-ban a világvégét elhozó Ragnarök apokaliptikus eseményeit lehet végigjátszani.
- A Wildcard Studios 2017-es videójátékában, az ARK: Survival Evolved-ban az egyik DLC neve Ragnarok.[6][7]
- A SMITE videójátékban egy 2018 január 9 és február 27 közötti esemény neve Ragnarok.
- A 2018-ban megjelent God of War videójáték főszereplői a skandináv mitológia szereplőivel küzdenek meg.